# Борисов, Фёдор Захарович
Фёдор Захарович Борисов (12 марта 1901 года, село Ново-Тишевое, Рязанская губерния — 4 мая 1988 года, Черновцы) — советский военный деятель, Генерал-майор (1941 год).

## Начальная биография
Родился 12 марта 1901 года в селе Ново-Тишевое Рязанской губернии.

## Военная служба

### Гражданская война
В мае 1920 года был призван в ряды РККА и направлен красноармейцем а 3-й запасной полк. В октябре был направлен на учёбу на 6-е пехотные командные курсы в Петрограде. В марте 1921 года принимал участие в подавлении Кронштадтского восстания.

### Межвоенное время
С сентября 1922 года по окончании 6-х пехотных командных курсов Борисов служил в 10-й стрелковой дивизии (Ленинградский военный округ) на должностях командира отделения, взвода и роты 28-го стрелкового полка, а также помощника начальника мобилизационной части штаба дивизии.
В 1925 году окончил Ленинградские повторные курсы среднего комсостава, а в июне 1931 года был направлен на курсы мобилизационных работников при 9-м управлении Штаба РККА, по окончании которых продолжил служить в 10-й стрелковой дивизии, где исполнял должности помощника начальника мобилизационной части и помощника начальника 1-й части штаба дивизии, командира батальона 28-го стрелкового полка, командира 30-го стрелкового полка
В ноябре 1937 года был направлен на учёбу на Высшие стрелково-тактические курсы «Выстрел», которые окончил в сентябре 1938 года. В феврале 1939 года был назначен на должность командира 35-й стрелковой дивизии, включенной в июле 1940 года в состав Дальневосточного фронта.

### Великая Отечественная война
С началом Великой Отечественной войны дивизия под командованием Борисова выполняла задачи по прикрытию государственной границы в Приморье. Вскоре Борисов в течение полутора месяцев проходил стажировку на Воронежском фронте.
В ноябре 1942 года был назначен на должность заместителя командующего 35-й армией (Дальневосточный фронт), в июне 1943 года — на должность командира 39-го, а затем 87-го стрелковых корпусов Дальневосточного фронта.
В августе 1945 года из-за отсутствия боевого опыта Борисов был назначен на должность заместителя командира 87-го стрелкового корпуса. В ходе советско-японской войны Борисов во время боёв в Маньчжурии и при высадке советского десанта на Южный Сахалин показал себя смелым и решительным командиром.

### Послевоенная карьера
С окончанием войны был направлен на учёбу в Высшую военную академию имени К. Е. Ворошилова, по окончании которой в апреле 1947 года был назначен на должность командира 7-й гвардейской стрелковой дивизии, вскоре преобразованной в бригаду, в мае 1948 года — на должность заместителя командира 27-го стрелкового корпуса, а в сентябре 1953 года — на должность начальника Черновицкого пехотного училища.
Генерал-майор Фёдор Захарович Борисов в декабре 1957 года вышел в отставку. Умер 4 мая 1988 года в Черновцах.

## Награды
- Орден Ленина (21.02.1945);
- Два ордена Красного Знамени (03.11.1944, 1950);
- Орден Суворова 2 степени (1945);
- Орден Отечественной войны 1 степени (06.04.1985);
- Медали.